# La Montanara

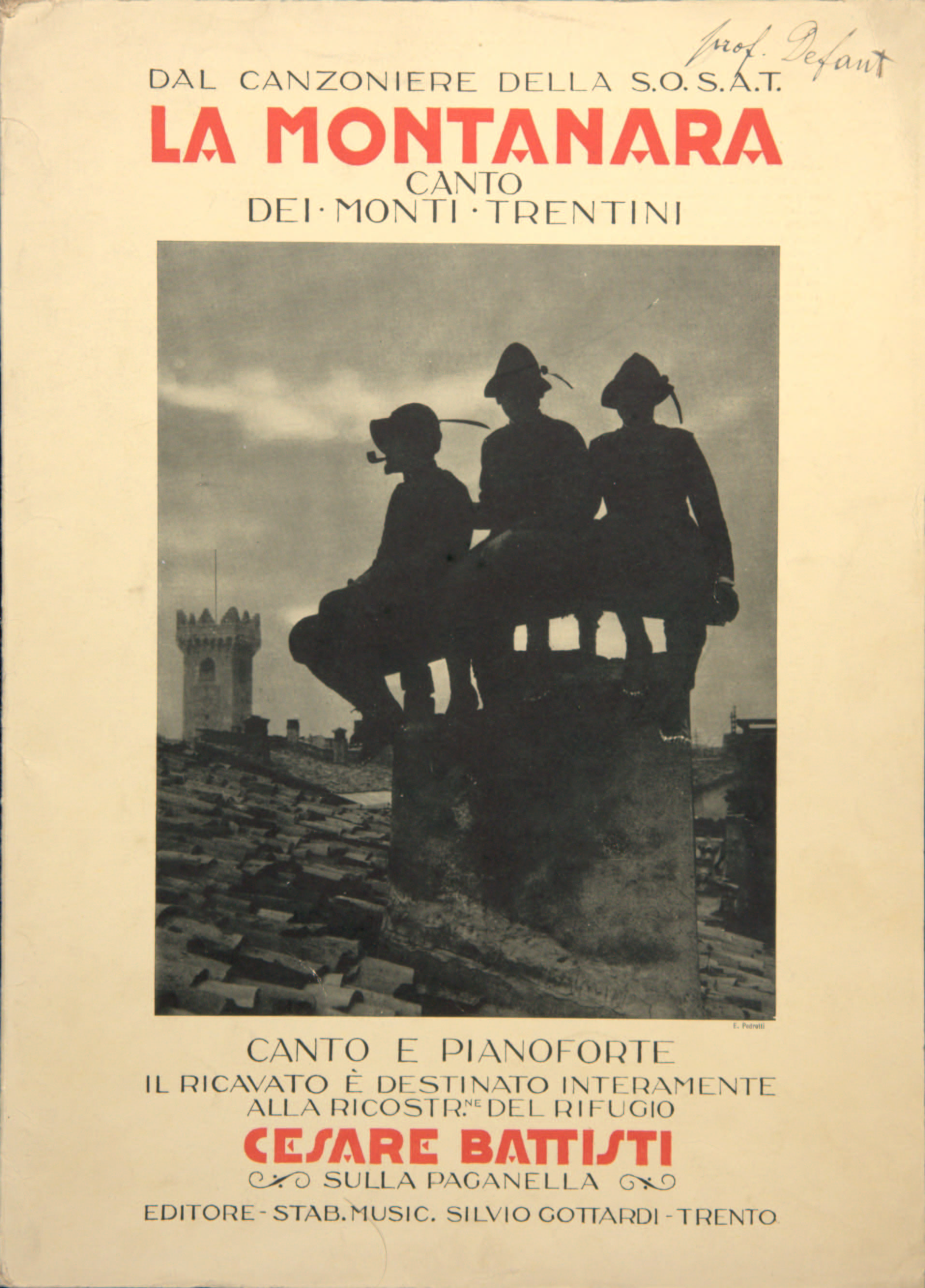
La Montanara, Erstausgabe der Noten (1930)

La Montanara (deutsch Die Bergbewohnerin, deutsche Version als Das Lied der Berge) ist ein italienisches Lied von Toni Ortelli aus dem Jahre 1927, das im ganzen Alpenraum bekannt ist und volksliedhaften Charakter erhalten hat.
Der Alpinist Ortelli komponierte das Lied, als er sich auf der Hochebene Pian della Mussa im Talschluss des piemontesischen Val d’Ala aufhielt. Die Melodiestimme wurde später von Luigi Pigarelli für den Trientiner Bergsteigerchor Coro della SOSAT zu einem vollständigen Männerchorsatz arrangiert.
Der deutsche Text stammt von Ralph Maria Siegel. Das Lied wurde in zahlreiche Sprachen übersetzt und nach Angaben des Musikverlages Bosworth & Co bis 1997 weltweit auf mehr als 20 Millionen Tonträgern verkauft.
Der Montanara-Chor aus Baden-Württemberg, der seinen Namen von dem Lied ableitet, sang es erstmals im Jahr 1958.
Das Lied ist die Hymne des Eishockey-Vereins HC Ambrì-Piotta.

## Trivia
Im Lied Hohe Berge von Frl. Menke wird mit der Zeile „La Montanara für das Objektiv“ auf dieses Lied Bezug genommen.